# لي ميلز (لاعب كرة قدم)
لي ميلز (بالإنجليزية: Leigh Mills)‏ (8 فبراير 1988 في المملكة المتحدة - ) هو لاعب كرة قدم بريطاني في مركز الدفاع. شارك مع منتخب إنجلترا تحت 16 سنة لكرة القدم ومنتخب إنجلترا تحت 17 سنة لكرة القدم ومنتخب إنجلترا تحت 18 سنة لكرة القدم ومنتخب إنجلترا تحت 19 سنة لكرة القدم. أما مع النوادي، فقد لعب مع توتنهام هوتسبير ونادي برينتفورد ونادي غيلينغهام وEastleigh F.C. ‏ وWinchester City F.C. ‏ وBlackfield & Langley F.C. ‏.

## وصلات خارجية
- لي ميلز على موقع قاعدة بيانات كرة القدم.إي يو (الإنجليزية)